# Under Fire
Under Fire (no Brasil: Sob Fogo Cerrado; e em Portugal: Debaixo de Fogo) é um filme de suspense político estadunidense de 1983, ambientado durante a Revolução Sandinista nos últimos dias do regime Somoza em 1979, na Nicarágua. Dirigido por Roger Spottiswoode, é estrelado por Nick Nolte, Gene Hackman e Joanna Cassidy. A trilha sonora de Jerry Goldsmith, que contou com o conhecido guitarrista de jazz Pat Metheny, foi indicada ao Oscar de Melhor Trilha Sonora Original. A edição de Mark Conte e John Bloom foi indicada ao Prêmio BAFTA de Melhor Edição. O filme foi rodado nos estados mexicanos de Chiapas e Oaxaca.

## Elenco
- Nick Nolte como Russell Price
- Gene Hackman como Alex Grazier
- Joanna Cassidy como Claire
- Ed Harris como Oates
- Jean-Louis Trintignant como Marcel Jazy
- Richard Masur como Hub Kittle
- Hamilton Camp como Regis
- Alma Martínez como Isela
- Eloy Casados como Pedro
- Jenny Gago como Miss Panama
- Jorge Zepeda como Rafael

## Sinopse
O famoso jornalista e fotógrafo de guerra estadunidense Russell Price (Nick Nolte) está na Nicarágua em 1979 para relatar a revolução contra o ditador Anastasio Somoza. Com o passar dos dias, Russell se pergunta sobre como cobrir essa guerra, quando percebe a brutalidade do exército somozista em relação à população civil. Logo os guerrilheiros da Frente Sandinista de Libertação Nacional (FSLN) encomendam uma foto do comandante Rafael, um de seus líderes mais populares, que está morto, mas os guerrilheiros querem demonstrar, por uma fotografia, que ele ainda está vivo para encerrar a guerra em seu favor. Depois de alguma hesitação, Russell aceitou e, no dia seguinte, a foto do líder sandinista foi divulgada em todo o país, o que desestabilizou um pouco o governo de Somoza. Juntamente com seus colegas Claire (Joanna Cassidy) e Alex (Gene Hackman), ele precisa se esconder para não ser encontrado pela Guarda Nacional da Nicarágua, que conta com a ajuda do mercenário amoral Oates (Ed Harris), um antigo conhecido de Price.

## Base histórica
Embora o filme seja amplamente fictício, foi inspirado no assassinato do repórter da ABC Bill Stewart e seu tradutor Juan Espinoza pelas tropas da Guarda Nacional da Nicarágua em 20 de junho de 1979. O cinegrafista da ABC, Jack Clark, estava gravando imagens "incidentais" e capturou o episódio inteiro em fita. As imagens foram exibidas na televisão nacional nos Estados Unidos e se tornaram um grande incidente internacional, minando o que restava do apoio do ditador Anastasio Somoza. O incidente foi a gota d'água para o relacionamento do governo Carter com Somoza, cujo regime caiu em 19 de julho.

## Distinções

### Prêmios
- Prêmio David di Donatello 1984: melhor produtor estrangeiro para Jonathan T. Taplin
- Prêmio Sant Jordi de Cinema 1984: melhor atriz estrangeira para Joanna Cassidy

### Indicações
- Oscar 1984: melhor trilha sonora para Jerry Goldsmith
- Prêmios Globo de Ouro 1984: melhor trilha sonora para Jerry Goldsmith, melhor ator coadjuvante para Gene Hackman
- National Society of Film Critics Awards 1984: melhor atriz para Joanna Cassidy (2.º lugar)
- BAFTA 1985: melhor edição para John Bloom e Mark Conte